# Julian Ajzner
Julian Ajzner (Joel) (ur. 14 września 1884 w Łodzi, zm. 25 stycznia 1963 tamże) – łódzki lekarz chirurg pochodzenia żydowskiego.

## Biogram
Syn Szapsi, kupca  i Chumy (Chany) z domu Lewi, właścicieli domu przy ul. Dzielnej (obecnie ul. G. Narutowicza) 4.
Po uzyskaniu świadectwa dojrzałości w 1901 r. w łódzkim męskim gimnazjum rządowym studiował medycynę na uniwersytecie w Królewcu i uniwersytecie w Berlinie, gdzie w 1905 r. uzyskał dyplom lekarza, a w 1907 r. na podstawie rozprawy Uber eine cystische Geschwulst des Unterkiefers (Berlin 1907) uzyskał stopień naukowy doktora medycyny. 
Po nostryfikacji dyplomu na uniwersytecie w Charkowie (1907) pracował przez siedem lat w klinikach Greifswaldu, Królewca i Lipska. W latach 1914–1921 był lekarzem wojskowym.
Po demobilizacji, do wybuchu II wojny światowej był ordynatorem oddziału chirurgicznego Żydowskiego Szpitala im. małżonków Izraela i Leony Poznańskich w Łodzi przy ul. Nowotargowej (obecnie ulica Seweryna Sterlinga) 1/3. Był członkiem Izby Lekarskiej w Łodzi oraz współwłaścicielem lecznicy ginekologiczno-położniczej „Unitas” przy ul. Pustej (obecnie ul. St. Wigury) 11. 
Mieszkał przy ul. Piotrkowskiej 159, w 1920 r. przy ul. Dzielnej (obecnie ul. G. Narutowicza) 4 a w 1937 r. przy ul. Wólczańskiej 197.
Po napaści Niemiec hitlerowskich na Polskę rozpoczynającej II wojnę światową we wrześniu 1939 r. znalazł się w oblężonej Warszawie, działał jako lekarz i zostały mu powierzone obowiązki ordynatora oddziału chirurgicznego Szpitala im. Dzieciątka Jezus. 
Po utworzeniu 2 października 1940 dla warszawskich Żydów getta był ordynatorem oddziału chirurgicznego w Szpitalu Towarzystwa Ochrony Zdrowia Ludności Żydowskiej (TOZ) aż do ucieczki z getta w 1943 r. Ukrywał się na terenie Warszawy i okolicznych miejscowości.
Wiosną 1945 r. powrócił do Łodzi i tu pozostał. Przez 15 lat, do przejścia na emeryturę 1 stycznia 1960 r. był ordynatorem oddziału chirurgicznego Szpitala im. M. Pirogowa w Łodzi. 
Już jako emeryt kierował Poradnią Chorób Żył przyszpitalnej przychodni specjalistycznej.
Był jednym z założycieli łódzkiego oddziału Polskiego Towarzystwa Chirurgicznego, przez pewien czas jego prezesem, zaś po wyzwoleniu wiceprezesem.
Zmarł 25 stycznia 1963 r. w Łodzi.

### Życie prywatne
Był żonaty z Emilią z Hirszbergów, primo voto Kapłan (ur. 13 stycznia 1900 Warszawa).
Został pochowany na cmentarzu komunalnym na Dołach w Łodzi (Kwatera: IVB, Rząd: 14, Grób: 4).

## Odznaczenia
- Krzyż Kawalerski Orderu Odrodzenia Polski,
- Odznaka honorowa „Za wzorową pracę w służbie zdrowia”,
- Odznaka Honorowa miasta Łodzi[6].